# Holwerd

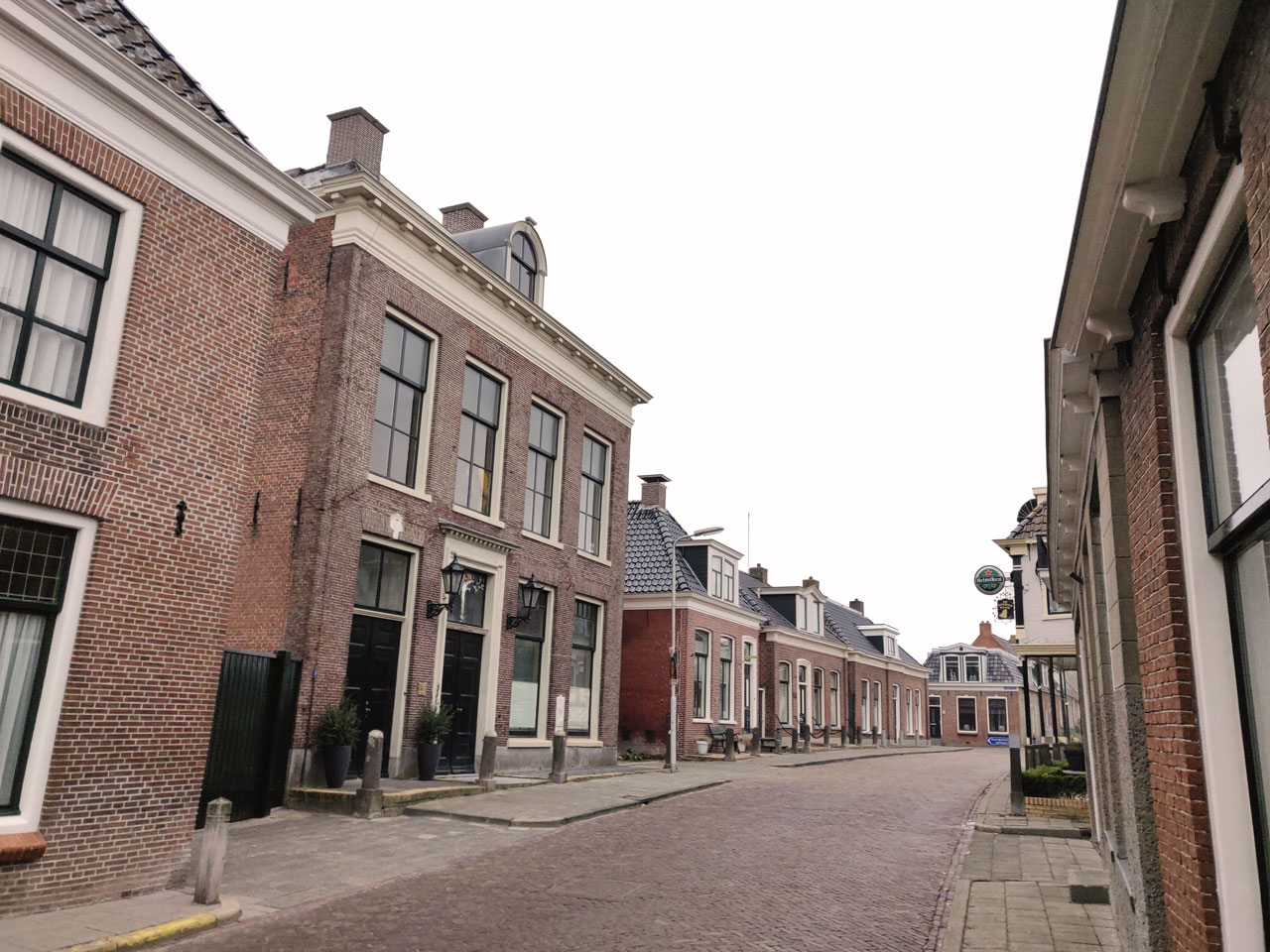
Oude Post- en Telegraafkantoor

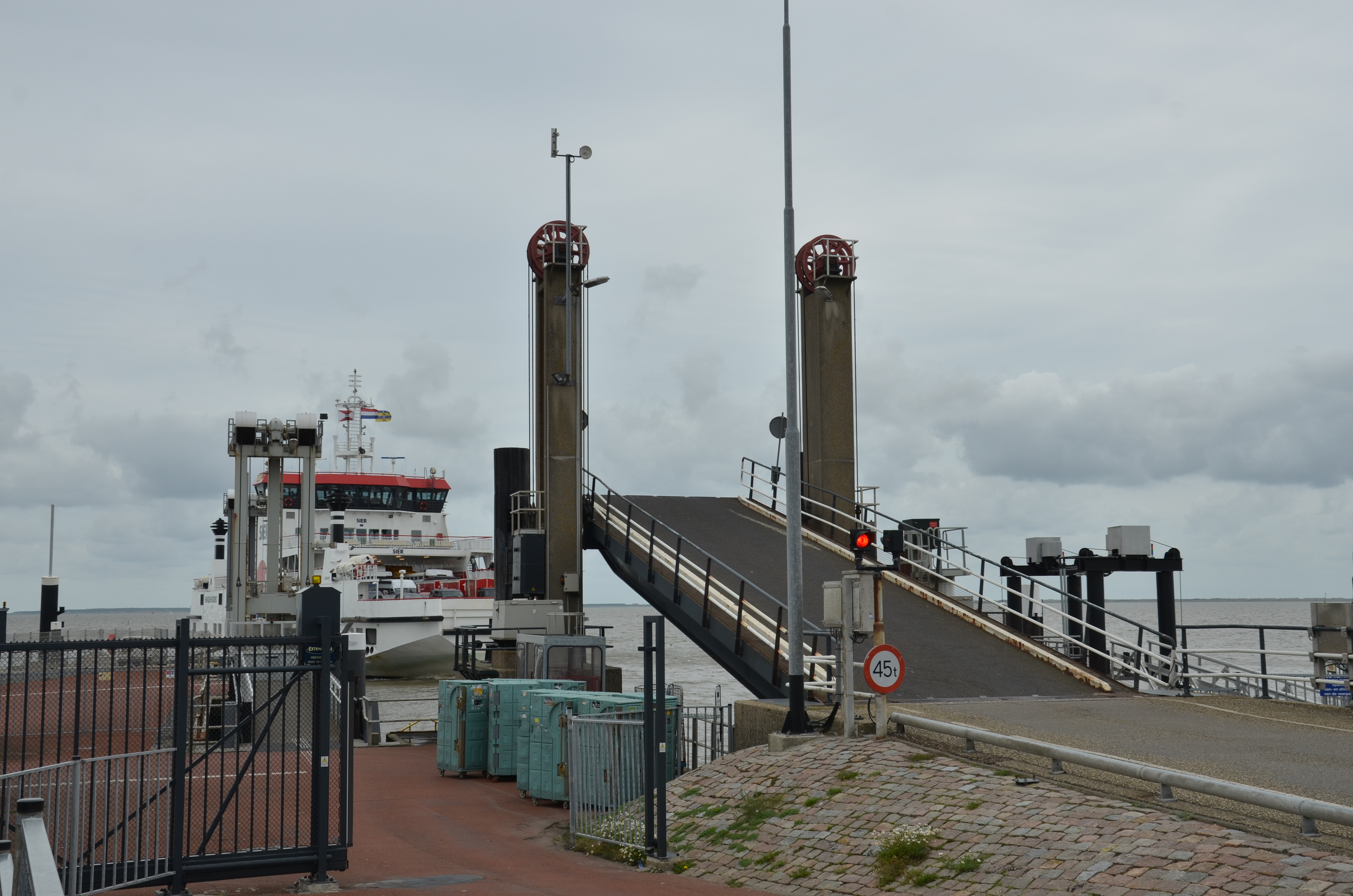
Veerdiensthaven

Holwerd (Fries: Holwert) is een plaats in de provincie  Friesland. Het dorp ligt in de gemeente Noardeast-Fryslân en telt inclusief buitengebied ongeveer 1.545 inwoners in 2023. Het is vooral bekend van de veerdienst naar het waddeneiland Ameland en het wadlopen. 
Holwerd ligt ten noordwesten van Dokkum tegen de Waddenzee aan, tussen Blije en Ternaard. De dorpskern ligt ingeklemd tussen de N356, N357 en N358. Aan de noordzijde van het dorp is een klein industrieterrein.

## Beschermd dorpsgezicht
Een deel van Holwerd is beschermd dorpsgezicht, en maakt daardoor deel uit van de beschermde stads- en dorpsgezichten in Friesland. Holwerd heeft een aantal rijksmonumenten, waaronder het oude post- en telegraafkantoor uit 1810.

## Geschiedenis
Het dorp is ontstaan op een terp die al enkele eeuwen vóór de christelijke jaartelling bewoond werd. In de eerste helft van de 11e eeuw werd de plaats vermeld als Holeuurt, in 1399 als tot Hoelwerde en Holwerde, in 1486-1487 als to holwert, in 1500 als jn dat holuerde, en in 1505 als Holwerdt. De plaatsnaam duidt waarschijnlijk op het feit dat het een bewoonde hoogte (uurt->werd) was met een kuil of laagte (hol/hole), mogelijk omdat het in een uitholling lag van het land, die al dan niet moerassig was.
De Holwerdervaart werd in de 17e eeuw aangelegd. In 1872 kwam de Dam Holwerd-Ameland gereed. Na stormen in 1881 en 1882 werd de dam niet meer hersteld. De eerste twee kilometer werd gebruikt voor de aanleg van de veerdam.
Holwerd lag tot de gemeentelijke herindeling van 1984 in de toenmalige gemeente Westdongeradeel. Van 1984 tot 2019 lag het in gemeente Dongeradeel, waarna deze opging in de nieuwe gemeente Noardeast-Fryslân.

### Melkpijpleiding
In Holwerd bevond zich het ontvangststation van de melkpijpleiding van de verenigde boeren van Ameland, waardoor melk getransporteerd werd van dit eiland naar het vasteland. De leiding wordt niet meer gebruikt voor transport van melk, maar doet sinds 2000 dienst ten behoeve van het glasvezelkabelnet.

## Kerken
In het dorp staan meerdere kerken; de oudste is de Sint-Willibrorduskerk. Deze kerk dateert uit 1175-77, en verving een oudere kerk die op een terp was geplaatst. De kerktoren staat los en zou in basis uit de 13e eeuw komen. In de 17e eeuw werd de toren herbouwd. In 1739 (of 1661) werd het zadeldak van de toren vervangen door een torenspits. Beide gebouwen zijn een rijksmonument.
Op het kerkhof ligt een erehof voor enkele tijdens de Tweede Wereldoorlog gesneuvelde inwoners.
De Doopsgezinde kerk is een rijksmonument. Deze kerk dateert uit 1850, en verving een kerk uit 1692. De voorzijde heeft een Neoclassicistisch voorkomen en is wit gepleisterd. De achterliggende kerk is ongepleisterd en uit baksteen opgetrokken.
De gereformeerde kerk uit 1933 werd ontworpen door de architecten P. en R. Offringa. De kerk heeft diens oorspronkelijke bestemming verloren en is verbouwd tot Waddeninformatiecentrum De Noordhoren.

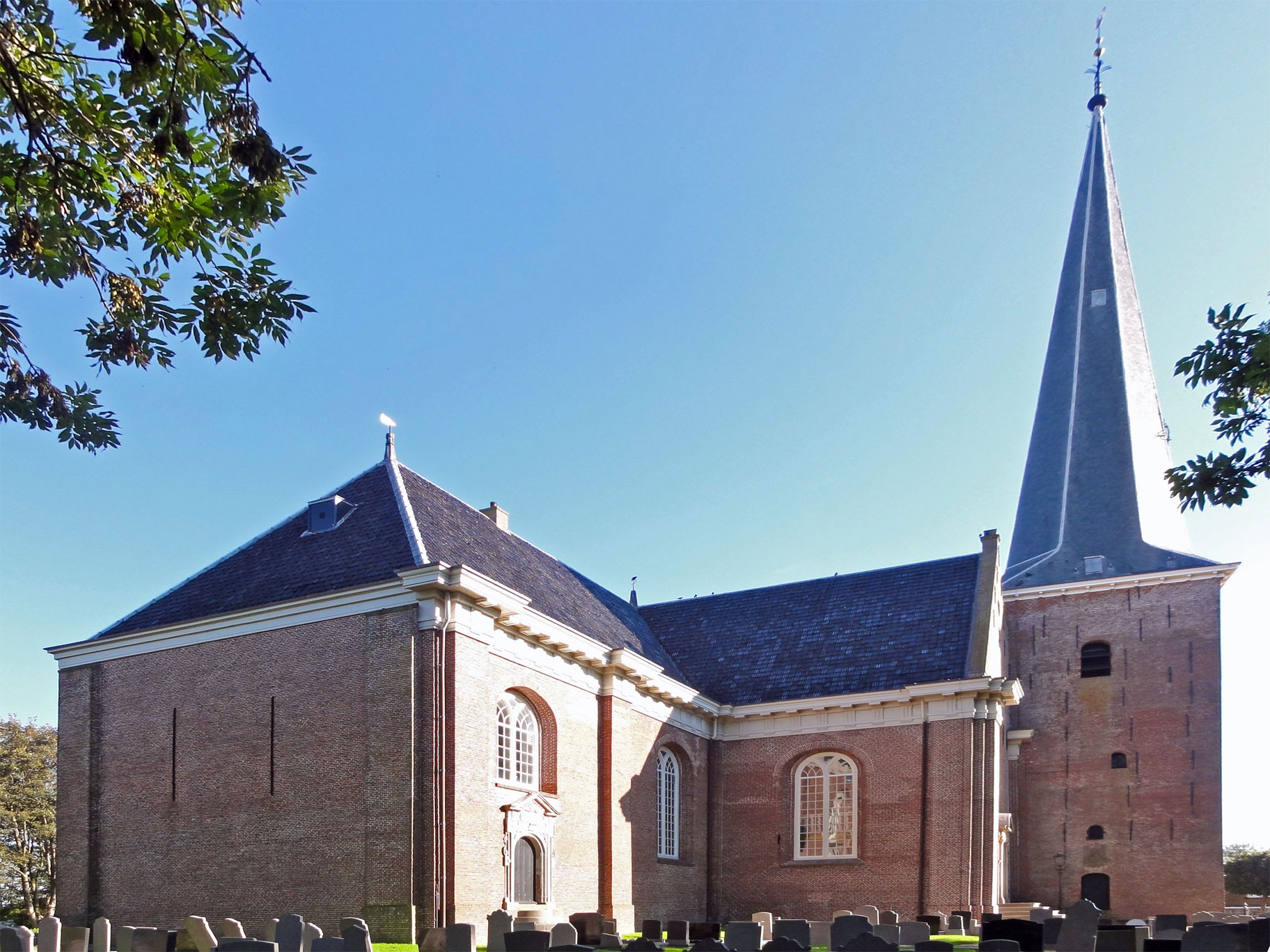
Sint Willibrorduskerk
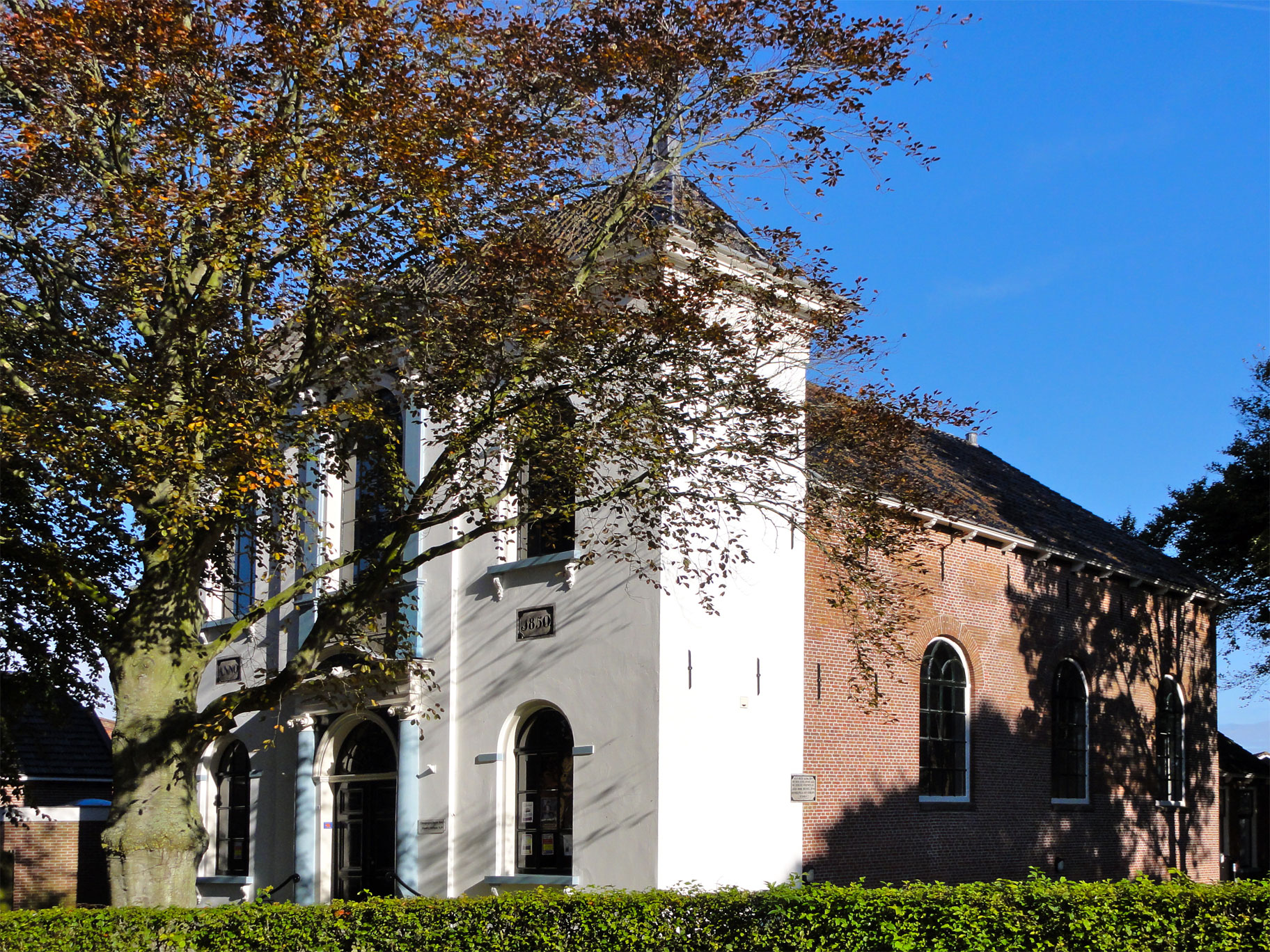
Doopsgezinde kerk of vermaning
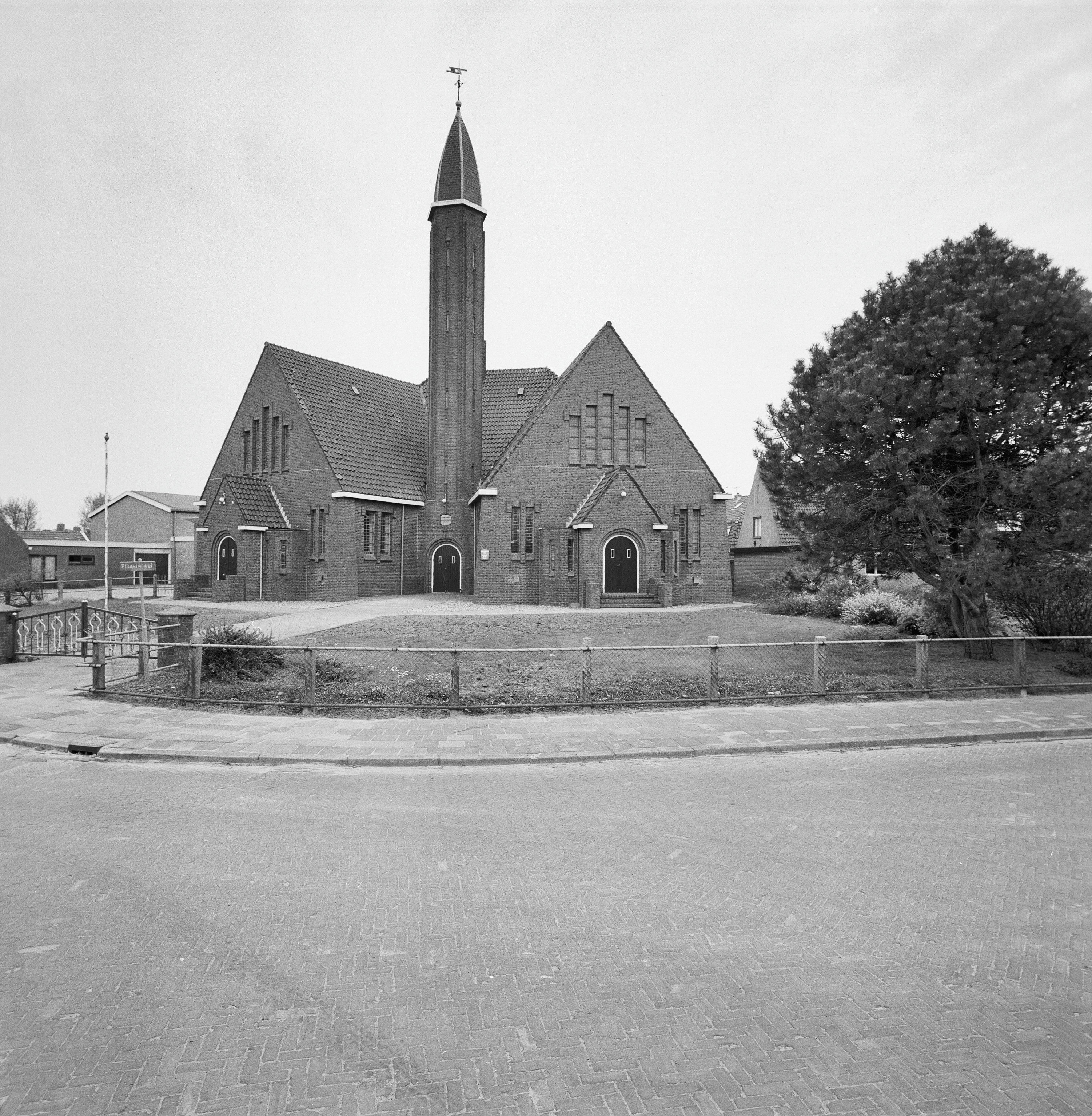
Voormalige gereformeerde kerk; nu waddeninformatiecentrum De Noordhoren

## Molens
Bij Holwerd staat een tweetal molens.
De Hoop is een stellingmolen uit circa 1713. De achtkante bovenkruier was in onbruik geraakt nadat in de jaren 1950 het binnenwerk werd verwijderd, maar is sinds 1980 weer in gebruik als koren- en pelmolen.
Aan de Holwerdervaart, ten zuiden van het dorp, staat de Miedenmolen. Het betreft een poldermolen van het type grondzeiler, en werd in 1855 gebouwd ter bemaling van de polder Dwergsmear. Sinds 2006 is het aangewezen als reservegemaal in geval van wateroverlast.

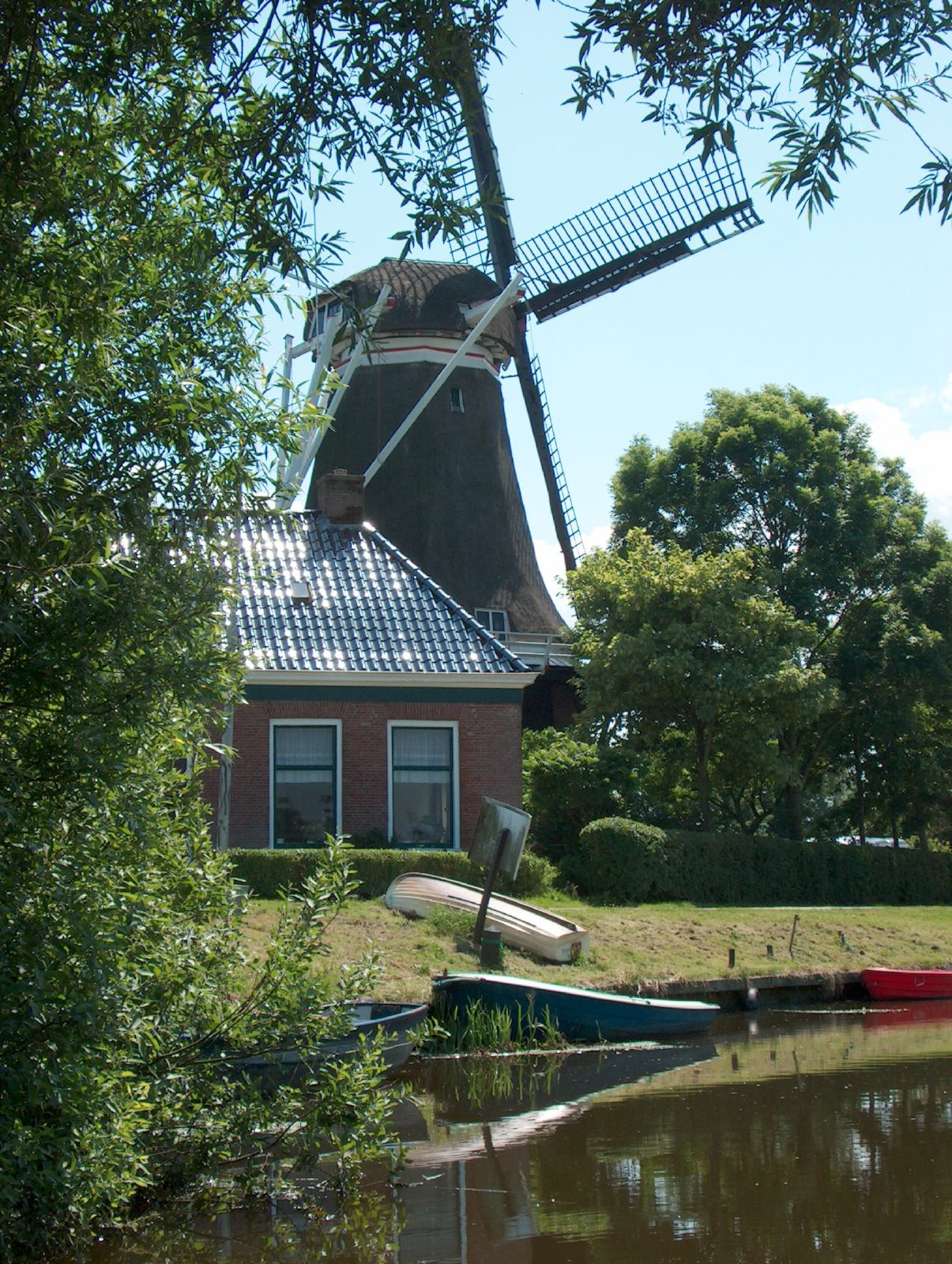
Molen De Hoop
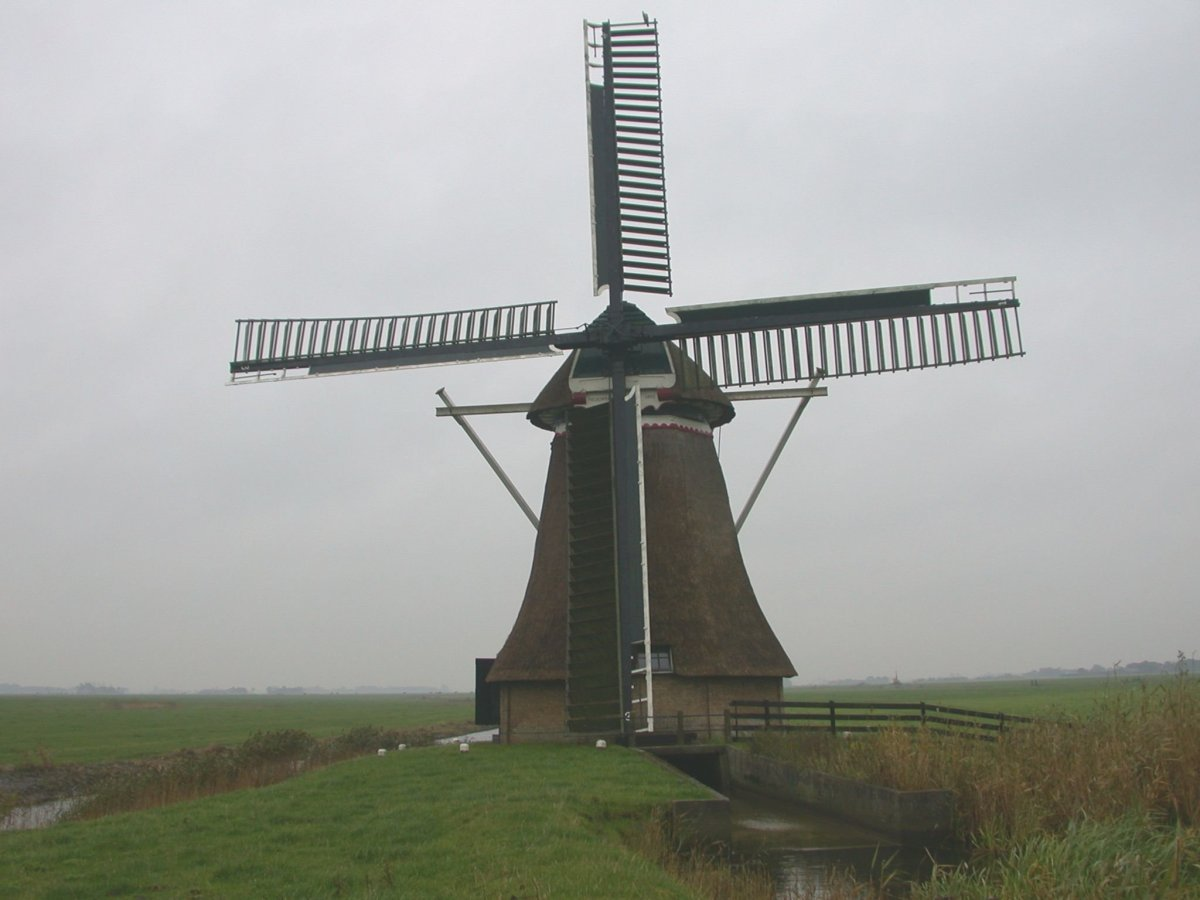
De Miedenmolen

## Sport

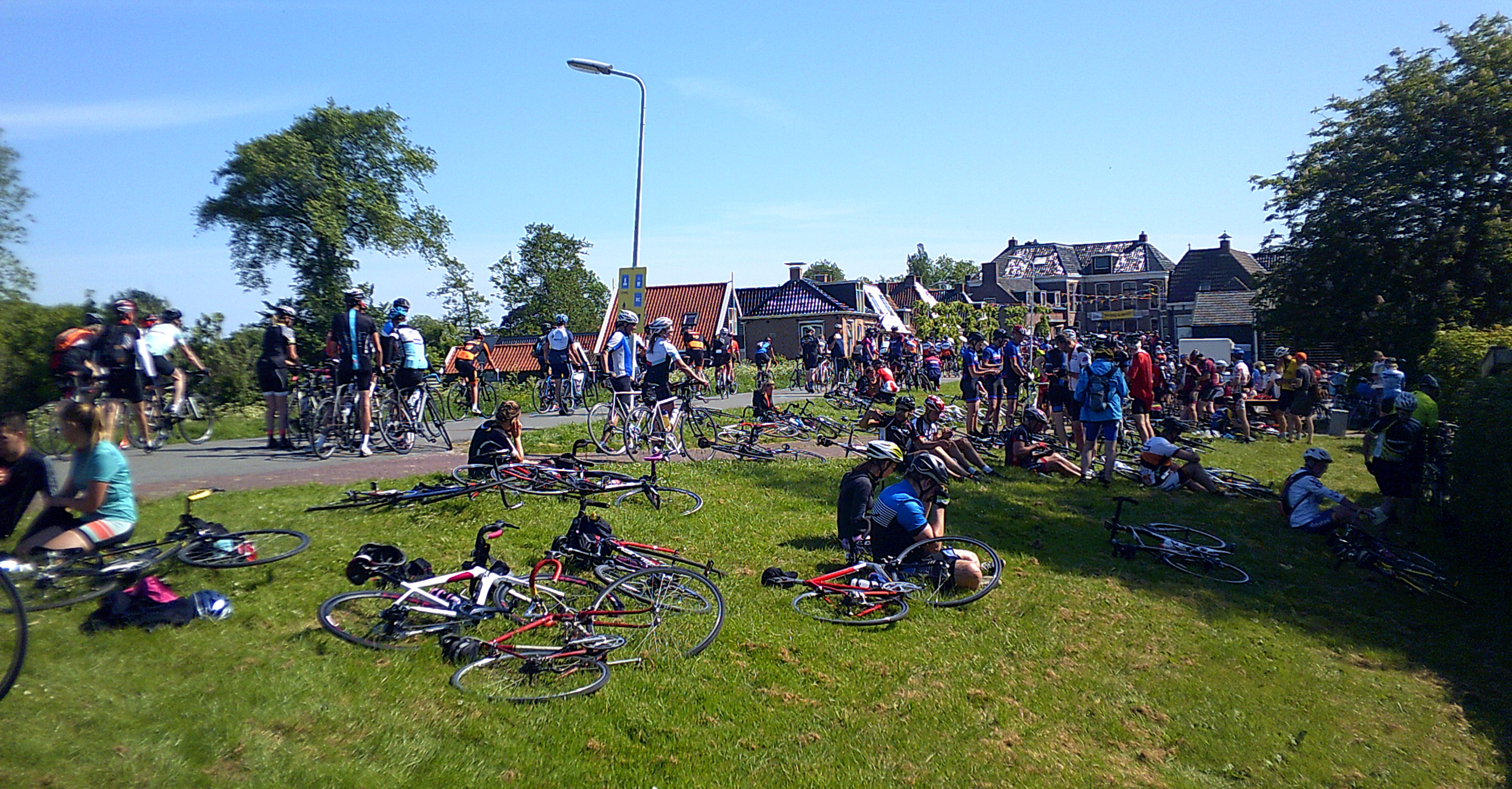
Fietselfstedentocht

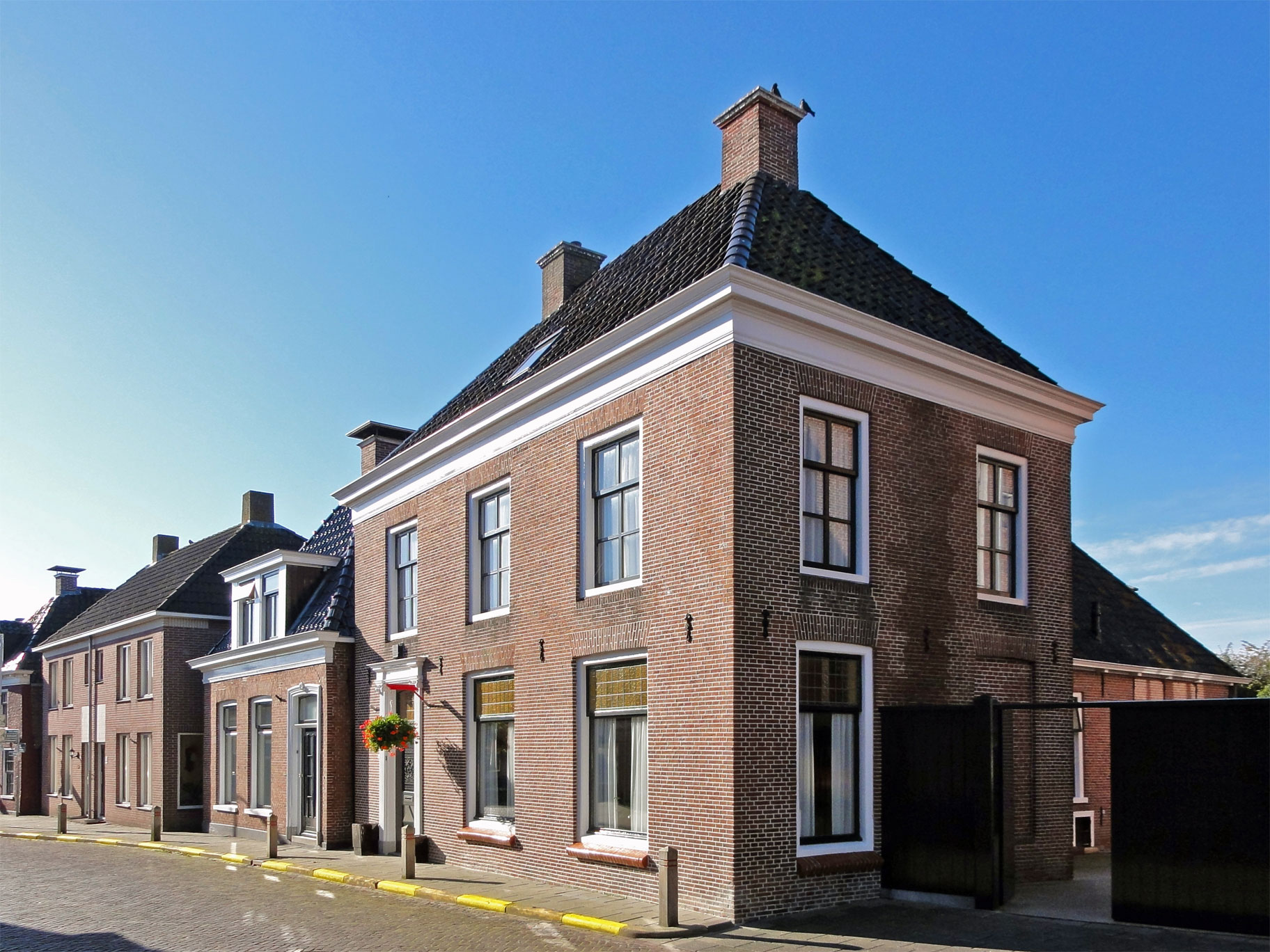
De Foarstrjitte

Het dorp heeft een voetbalvereniging, VV Holwerd. Tevens is er een volleybalvereniging, De Roeken, een gymnastiekvereniging, Chariëtto, en een ijsclub.

## Wandelroute
Ten noorden van het dorp loopt de Europese wandelroute E9, ter plaatse ook Noordzeepad of Friese Kustpad geheten.

## Cultuur
Het dorp heeft een dorpshuis in de voormalige sporthal. In 2014 werd de tot multifunctionele accommodatie verbouwde sporthal De Ynset heropend. In dit gebouw bevindt zich onder meer een sporthal, jeugdhonk, theaterzaal, diverse vergaderzalen, een peuterspeelzaal en buitenschoolse opvang.
Holwerd heeft muziekverenigingen, Crescendo en De Bazuin, zangkoor Wad'n koor en toneelvereniging Pro Rege. Jaarlijks, in oktober, vindt de Nachtkuier plaats.

## Onderwijs
Het dorp had voorheen twee basisscholen, De Tsjelke en de Ploos van Amstelskoalle. Deze scholen zijn op 1 augustus 2019 gefuseerd; ze zijn verder gegaan als samenlevingsschool onder de naam de Tijstream.

## Bevolkingsontwikkeling

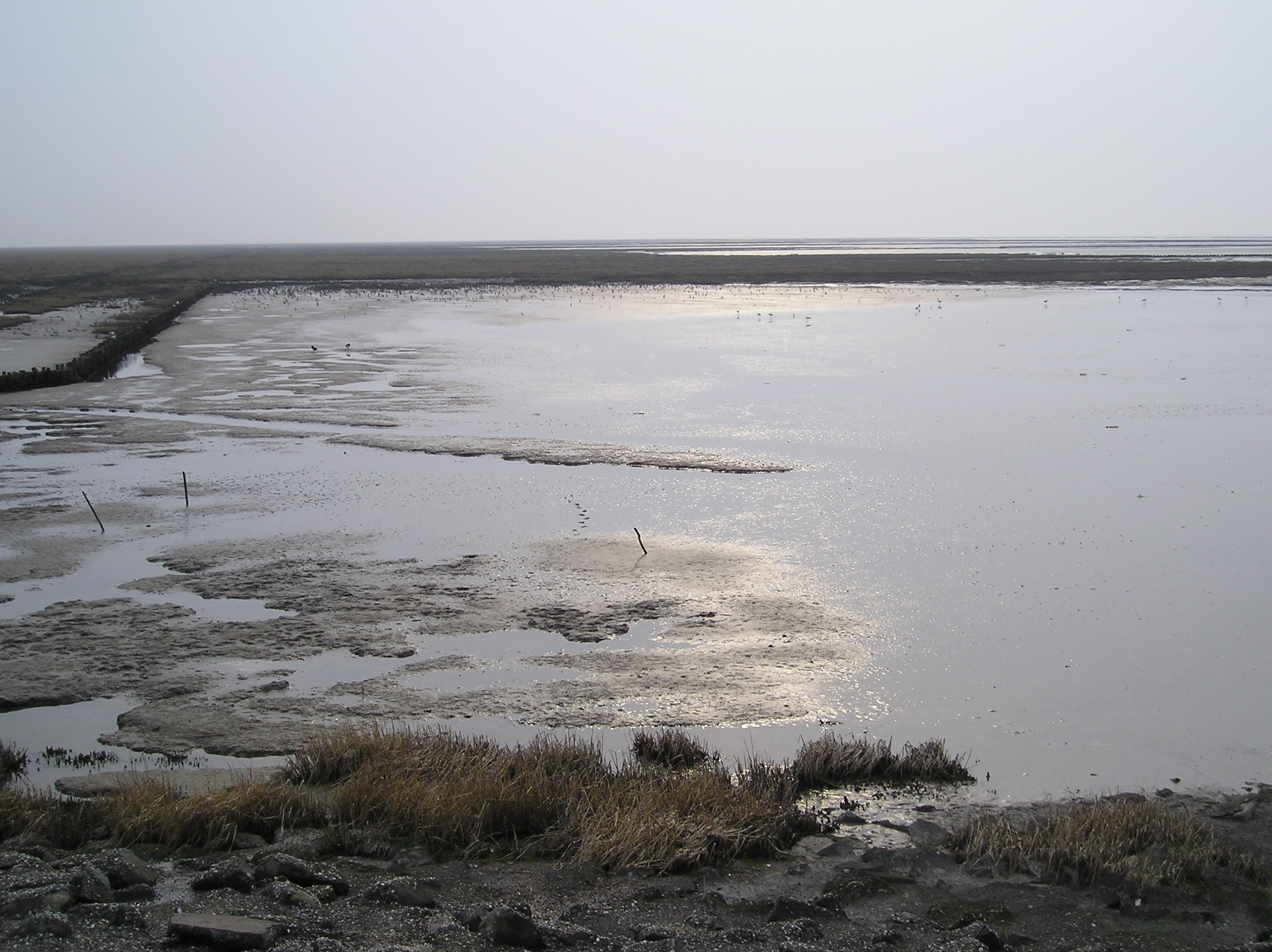
Het Wad bij Holwerd

| 1999 | 2002 | 2003 | 2004 | 2005 | 2006 | 2007 | 2008 | 2009 | 2010 | 2011 | 2012 | 2013 | 2014 | 2018 | 2019 | 2020 | 2021 | 2023 |
| ---- | ---- | ---- | ---- | ---- | ---- | ---- | ---- | ---- | ---- | ---- | ---- | ---- | ---- | ---- | ---- | ---- | ---- | ---- |
| 1687 | 1762 | 1778 | 1620 | 1600 | 1530 | 1500 | 1480 | 1490 | 1500 | 1500 | 1495 | 1520 | 1475 | 1590 | 1605 | 1585 | 1595 | 1545 |

Gegevens zijn ontleend aan het CBS.

## Geboren in Holwerd
- Johannes Phocylides Holwarda (1618-1651), filosoof
- Hans Willem van Aylva (1633-1691), ritmeester en luitenant-admiraal
- Sicco Douwe van Aylva (1734-1807), staatsman
- Wessel Ruwersma (gedoopt 1751-1827), schilder
- Albert ten Broeke Hoekstra (1765-1828), grietman
- Douwe Petrus van Steenwijk (1784-1867), arts en schrijver
- Cees Egas (1913-2001), politicus
- Kobus Walsma (1942-), bestuurder en politicus
- Theo Hiddema (1944-), advocaat en politicus
- Hans Jouta (1966-), beeldhouwer
- Albertina Soepboer (1969-), schrijfster
- Eelke van der Wal (1981-), wielrenner

## Overleden in Holwerd
- Waling Dykstra (1821-1914), schrijver en voordrachtskunstenaar

## Openbaar vervoer

### Bus
- Lijn 56: Dokkum - Waaxens - Holwerd (maandag t/m vrijdag)
- Lijn 60: Dokkum - Ternaard - Holwerd - Blije - Marrum - Hallum - Stiens - Jelsum - Leeuwarden
- Lijn 66: Holwerd Veerdam - Holwerd Dorp - Leeuwarden (sluit aan op de boot van/naar Ameland)
- Lijn 704: Hantumhuizen - Dokkum/Holwerd (Opstapper)
- Lijn 705: Hantumeruitburen - Dokkum/Holwerd (Opstapper)
- Lijn 706: Hiaure - Dokkum/Holwerd (Opstapper)
- Lijn 707: Holwerd Veerdam - Dokkum (Opstapper)
- Lijn 719: Bornwird - Dokkum/Holwerd (Opstapper)
- Lijn 720: Foudgum - Dokkum/Holwerd (Opstapper)
- Lijn 721: Brantgum - Dokkum/Holwerd (Opstapper)
- Lijn 722: Waaxens - Dokkum/Holwerd (Opstapper)

### Trein
Van 2 oktober 1901 tot 1 december 1940 had Holwerd een station aan de voormalige spoorlijn Leeuwarden - Anjum. Het gebouw is na de sluiting behouden, maar is meerdere keren verbouwd waardoor het nauwelijks nog als stationsgebouw is te herkennen.